# Ribolhos
Ribolhos ist ein Ort und eine ehemalige Gemeinde (Freguesia) im portugiesischen Kreis Castro Daire. Die Gemeinde hatte 265 Einwohner (Stand 30. Juni 2011).
Am 29. September 2013 wurden die Gemeinden Ribolhos, Mamouros und Alva zur neuen Gemeinde União das Freguesias de Mamouros, Alva e Ribolhos zusammengeschlossen.